# Cushamen (tổng)
Cushamen là một tổng ở phía đông tỉnh Chubut ở Argentina.
Tổng này có dân số khoảng 17.000 người và diện tích 16.250km², thủ phủ là Cushamen.
The name means loneliness in the Tehuelche language.

## Các khu định cư
- Buenos Aires Chico
- Cholila
- Cushamen
- Hoyo de Epuyen
- El Maitén
- Epuyén
- Gualjaina
- Lago Epuyen
- Lago Puelo
- Las Golondrinas, Argentina
- Leleque
- Lago Rivadavia
- Fitamiche
- El Portezuelo
- El Molle
- Rio Chico
- El Mallin